# Christián Frýdek
Christián Frýdek (Leverkusen, 1º febbraio 1999) è un calciatore ceco, centrocampista del Baník Ostrava.

## Biografia
Anche suo padre Martin (1969) e suo fratello maggiore Martin (1992) sono stati calciatori professionisti.

## Carriera

### Club
Cresciuto nel settore giovanile dello Sparta Praga, ha esordito in prima squadra il 4 maggio 2016, disputando l'incontro di Pohár FAČR perso per 1-2 contro lo Jablonec.

### Nazionale
Ha rappresentato le nazionali giovanili ceche.

## Statistiche

### Presenze e reti nei club
Statistiche aggiornate al 15 agosto 2022.
| Stagione            | Squadra             | Campionato          | Campionato | Campionato | Coppe nazionali | Coppe nazionali | Coppe nazionali | Coppe continentali | Coppe continentali | Coppe continentali | Altre coppe | Altre coppe | Altre coppe | Totale | Totale |
| Stagione            | Squadra             | Comp                | Pres       | Reti       | Comp            | Pres            | Reti            | Comp               | Pres               | Reti               | Comp        | Pres        | Reti        | Pres   | Reti   |
| ------------------- | ------------------- | ------------------- | ---------- | ---------- | --------------- | --------------- | --------------- | ------------------ | ------------------ | ------------------ | ----------- | ----------- | ----------- | ------ | ------ |
| 2015-2016           | Sparta Praga        | 1L                  | -          | -          | CRC             | 1               | 0               | UCL+UEL            | -                  | -                  |             | -           | -           | 1      | 0      |
| 2016-2017           | Sparta Praga        | 1L                  | 1          | 0          | CRC             | 0               | 0               | UCL+UEL            | 0                  | 0                  |             | -           | -           | 1      | 0      |
| 2017-feb. 2018      | Sparta Praga        | 1L                  | 0          | 0          | CRC             | 0               | 0               | UEL                | 0                  | 0                  |             | -           | -           | 0      | 0      |
| Totale Sparta Praga | Totale Sparta Praga | Totale Sparta Praga | 1          | 0          |                 | 1               | 0               |                    | 0                  | 0                  |             | -           | -           | 2      | 0      |
| feb.-giu. 2018      | Graffin Vlašim      | FNL                 | 8          | 0          | CRC             | -               | -               |                    | -                  | -                  |             | -           | -           | 8      | 0      |
| 2018-2019           | Táborsko            | FNL                 | 25         | 3          | CRC             | 3               | 0               |                    | -                  | -                  |             | -           | -           | 28     | 3      |
| 2019-2020           | Hradec Králové      | FNL                 | 22         | 3          | CRC             | 2               | 0               |                    | -                  | -                  |             | -           | -           | 24     | 3      |
| 2021-2022           | Slovan Liberec      | 1L                  | 26         | 2          | CRC             | 1               | 0               |                    | -                  | -                  |             | -           | -           | 27     | 2      |
| 2022-2023           | Slovan Liberec      | 1L                  | 3          | 1          | CRC             | 0               | 0               |                    | -                  | -                  |             | -           | -           | 3      | 1      |
| Totale carriera     | Totale carriera     | Totale carriera     | 85         | 9          |                 | 7               | 0               |                    | 0                  | 0                  |             | -           | -           | 92     | 9      |